# Benjy
Pour plus de détails, voir Fiche technique et Distribution.
Benjy est un court métrage documentaire américain réalisé par Fred Zinnemann en 1951.
Il a remporté l'Oscar du meilleur court métrage documentaire en 1952.

## Synopsis
Un jeune garçon, Benjy, est handicapé de naissance. Un pédiatre projette de le soumettre à un traitement qui peut améliorer son état, mais il doit tout d'abord convaincre les parents du garçon, qui l'ont rejeté à cause de son handicap.

## Fiche technique
- Réalisation : Fred Zinnemann
- Scénario : Stewart Stern
- Photographie : J. Peverell Marley
- Montage : George Tomasini
- Société de production : Los Angeles Orthopaedic Hospital
- Société de distribution : Paramount Pictures Corporation
- Durée : 30 minutes[1]

## Distribution
- Lee Aaker : Benjy
- Henry Fonda : narrateur

## Contexte
Zinnemann et l'équipe de production ont travaillé bénévolement pour ce film, destiné initialement à une collecte de fonds pour le Los Angeles Orthopaedic Hospital.